# Peter Guzelj
Peter Guzelj, slovenski kanuist na divjih vodah, * 20. april 1949, Ljubljana.
Guzelj je za Jugoslavijo nastopil na Poletnih olimpijskih igrah 1972 v Münchnu, kjer je nastopil v dvojcu v slalomu in osvojil 6. mesto. Njegov soveslač takrat je bil Janez Andrijašič.